# Scandiu
Scandiul (simbol Sc) este primul metal tranzițional din sistemul periodic de culoare alb-gălbuie ce formează o multitudine de culori în timp ce se oxidează. A fost descoperit de către Lars Nilson(1840-1899), student al lui Berzelius, în 1876. El a explicat că numele provine de la faptul că elementul face parte din acele minerale care se găsesc doar în Peninsula Scandinavă. Se obține din minereuri, și are diferite utilizări.

## Structură atomică
Elementul scandiu conține 21 de protoni și de electroni. Se cunosc 24 de izotopi de scandiu, dar singurul izotop stabil este Sc45.

## Proprietăți

### Proprietăți fizice
Scandiul este un metal moale, cu un aspect argintiu. Ca stare de agregare, scandiul se găsește în formă solidă, având punctele de topire și de fierbere peste 1500° Celsius. Cristalele de scandiu au structura cristalină hexagonală. Așchii de scandiu se aprind în aer cu o flacără galbenă strălucitoare pentru a forma oxid de scandiu (III).

### Proprietăți chimice
Deși scandiul se află în prima coloană a metalelor tranziționale, el face parte din grupa 3B (a 3-a secundară) a Sistemului Periodic.
Scandiul are valența 3 cu plus. Se dezvoltă o distribuție ușor gălbuie sau roz atunci când este oxidat de aer. Este sensibil la intemperii și se dizolvă încet în cei mai mulți acizi diluați. El nu reacționează cu un amestec 1:1 de acid azotic (HNO3) și nici cu un amestec de 48% acid fluorhidric (HF), posibil datorită formării unui strat pasiv impermeabil.

## Utilizări
Scandiul folosește la televizoare color, lămpi fluorescente, economice sau cu gaz. O altă utilizare este pentru producerea de catalizatori și pentru producerea sticlei.

## Măsuri de protecție chimică
Scandiul este periculos doar în cazul în care este inhalat împreună cu aerul sau gazul; acest lucru poate duce la embolii la plămâni, dar poate fi și o mare amenințare pentru ficat.